# Daniel Fernandes (judoka)
Daniel Fernandes (Nogent-le-Rotrou, 14 de marzo de 1973) es un deportista francés que compitió en judo. Ganó una medalla de plata en el Campeonato Mundial de Judo de 2003 y tres medallas en el Campeonato Europeo de Judo entre los años 2001 y 2006.

## Palmarés internacional
| Campeonato Mundial | Campeonato Mundial      | Campeonato Mundial | Campeonato Mundial |
| Año                | Lugar                   | Medalla            | Categoría          |
| ------------------ | ----------------------- | ------------------ | ------------------ |
| 2003               | Osaka (Japón)           | Medalla de plata   | –73 kg             |
| Campeonato Europeo |                         |                    |                    |
| Año                | Lugar                   | Medalla            | Categoría          |
| 2001               | París (Francia)         | Medalla de bronce  | –73 kg             |
| 2005               | Róterdam (Países Bajos) | Medalla de bronce  | –73 kg             |
| 2006               | Tampere (Finlandia)     | Medalla de plata   | –73 kg             |